# Cartouche (groupe français)
 (juillet 2019).
Pour les articles homonymes, voir Cartouche.
Cartouche est un groupe de punk rock français originaire de la région parisienne, dont les textes sont chantés en plusieurs langues et engagés politiquement à gauche. 

## Biographie
Le groupe Cartouche est formé à Paris en 2004 par le batteur Nicolas Mailly dit « Nico » (ancien membre du groupe Ya Basta), la bassiste Raymonde (ancienne membre du groupe reggae punk Raymonde et les Blancs Becs et de Brigada Flores Magon), la bassiste et chanteuse-guitariste Géraldine Doulut (ancienne membre de Cria Cuervos et du groupe garage punk Turtle Ramblers), et le guitariste Alexandre Doulut, frère de celle-ci, tous deux anciennement membres du groupe punk anarchiste Kochise. 
En 2007, le groupe sort son premier album Je trahirai demain, intitulé d'après le titre de la chanson de Marianne Cohn, en co-production avec le label Maloka. Enregistré par Lee Collins à Brixton, à Londres, il est produit par Patrick Guionnet et Paco Carreno, membre du groupe Inner Terrestrials.
En 2009, le groupe enregistre son deuxième album A corps perdu au studio Soyuz à Paris, avec l'assistance technique de Lucas Chauvières. Les collectifs Maloka, General Strike, No Pasaran Records, Rudy's back, Appel aux luttes et Rastaquouère sont associés à la distribution.
En 2010, Géraldine Doulut décide de se consacrer entièrement au chant au sein du groupe et est remplacée par le bassiste Laurent Chauvel dit « Lolo » , membre des groupes Ya Basta et Tulamort. Peu de temps après, Nicolas Mailly quitte le groupe. Il est remplacé pour quelques mois par Mehdi, ancien batteur du groupe Mascarade, puis par le bassiste Thierry Labeflan, ancien membre du groupe punk-rock La Fraction.
En juin 2014, le groupe enregistre son troisième album, Bread & Roses au Studioscope d'Angers avec l'assistance technique de Cali. Le titre de l'album, éponyme du poème de 1911 de James Oppenheim, évoque les luttes sociales des ouvrières américaines et son contenu inclut les thèmes de la libération animale, des luttes des femmes et le duo lutte/amitié. Le disque est sorti sur le label Maloka et est aussi diffusé par Zone Onze Records, General Strike, Appel aux luttes et Rudy's back.
Au cours l'été 2017, le quatrième album, A venir, sort. Il est produit par le groupe et sorti sur les labels Maloka, Fire and Flames, Acontrario Records et Rudy's back.
En 2017 également, le groupe Cartouche interprète une reprise en yiddish du chant des partisans du ghetto de Vilnius, Zog nit keynmol, pour le film documentaire Nous Vengerons nos pères à la demande de sa coréalisatrice Florence Joshua, maîtresse de conférence en sciences-politiques à l'Université Paris-Nanterre.  

## Discographie
- 2007 : Je trahirai demain (CD)
- 2009 : A corps perdu (CD et vinyle)
- 2014 :  Bread & Roses (CD et vinyle)
- 2017 : A venir (CD et vinyle)